# Ненапружений голосний середнього ряду низького підняття
Ненапружений голосний середнього ряду низького підняття (англ. Near-open central vowel) — один з голосних звуків. Інколи називається ненапруженим середнім низьким голосним.
- У Міжнародному фонетичному алфавіті позначається як [ɐ].
- У Розширеному фонетичному алфавіті SAM позначається як [6].

## В українській мові
В українській мові [ɐ] — алофон звука [ɑ] у ненаголошеному стані. Позначається літерою «а».

## Приклади
- Німецька мова: Ober [ˈoːbɐ] (вищий)